# Хатовня
Хатовня (бел. Хатоўня) — деревня в Журавичском сельсовете Рогачёвского района Гомельской области Беларуси.

## География
В 51 км на северо-восток от районного центра и железнодорожной станции Рогачёв (на линии Могилёв — Жлобин), 106 км от Гомеля.

## Транспортная сеть
Транспортные связи по просёлочной, затем автомобильной дороге Довск — Славгород). Планировка состоит из 2 почти прямолинейных, разделённых рекой улиц, к которым на юге присоединяются 2 широтные, плотно застроенные улицы. Строения преимущественно деревянные, усадебного типа. В 1987 году построены кирпичные дома на 50 семей, в которых разместились переселенцы из мест загрязнённых радиацией в результате катастрофы на Чернобыльской АЭС.

## История
По письменным источникам известна с XVIII века как селение в Речицком повете Минского воеводства Великого княжества Литовского. В 1758 году 19 незанятых участков. После 1-го раздела Речи Посполитой (1772 год) в составе Российской империи. В 1903 году построено здание для церковно-приходской школы.
С 20 августа 1924 года до 16 июля 1954 года центр Хатовнянского сельсовета. В 1930 году жители вступили в колхоз. Во время Великой Отечественной войны действовала подпольная группа (руководитель Я. П. Аниськов). В боях около деревни погибли 206 советских солдат (похоронены в братской могиле в центре деревни). Освобождена 26 ноября 1943 года. На фронтах и в партизанской борьбе погибли 189 жителей из деревень колхоза «XXII партсъезд».
В 1976 году в деревню переселились жители соседних посёлков Борки и Старина.
Центр колхоза «XXII партсъезд».
Расположены средняя школа, Дом культуры, библиотека, детский сад-ясли, фельдшерско-акушерский пункт, отделение связи, магазин.

## Население
- 1758 год — 55 дворов;
- 1881 год — 103 двора, 636 жителей;
- 1896 год — 151 двор;
- 1959 год — 953 жителя (согласно переписи);
- 2004 год — 288 хозяйств, 814 жителей;
- 2019 год — 238 хозяйств, 579 жителей[1].

## Известные уроженцы
- П. А. Марков — генерал-полковник (его имя носит улица в деревне).